# Acapetlahuaya
Acapetlahuaya es una localidad del estado mexicano de Guerrero. Es la cabecera del municipio de General Canuto A. Neri.

## Toponimia
El nombre «Acapetlahuaya» proviene de los términos en náhuatl: acapetla, estera; huayan, lugar. Su significado es «lugar donde se hacen esteras».

## Demografía
| Gráfica de evolución demográfica |
|                                  |

| Censo | Población |
| ----- | --------- |
| 1960  | 1 333     |
| 1970  | 1 674     |
| 1980  | 1 608     |
| 1990  | 1 453     |
| 2000  | 1 467     |
| 2010  | 1 618     |
| 2020  | 1 617     |